# Philippe Devaux de Vautray
Charles Philippe Devaux de Vautray (Brussel, 8 augustus 1760 – Parijs, 26 mei 1793) was een militair uit de Oostenrijkse Nederlanden. Hij nam deel aan de Brabantse Omwenteling en aan de Franse Revolutie, maar stierf op 32-jarige leeftijd onder de guillotine.

## Levensloop
Devaux was een buitenechtelijk kind van landvoogd Karel van Lorreinen en Marie Élisabeth de Tassilon de Terlinden. Administratief ging hij door voor de zoon van Louis Devaux (soms de Vaux), jachtdirecteur van de landvoogd. Bij zijn doop was gevolmachtigd minister Von Cobenzl peter.
De jongeman werd officier in het regiment-Von Kaunitz maar koos in 1789 de zijde van de patriotten, die de Brabantse Omwenteling voorbereidden. Met 400 nauwelijks geoefende troepen en in het gezelschap van Ransonnet trok majoor Devaux de grens over en nam hij op 24 oktober het Fort Lillo. Twee dagen later gaf hij het weer op. De volgende dag, 27 oktober, behaalde het Patriottenleger van Jan Andries vander Mersch echter een overwinning in de Slag bij Turnhout, hetgeen de kansen deed keren. Het Comité van Breda stuurde Devaux op 4 november vanuit Roosendaal naar Gent, maar Devaux was sceptisch over de slaagkansen van zijn ongeregelde troepen en liet ze achter bij de eerste gevechtshandelingen. Ook Louis de Ligne hield het voor bekeken. Daardoor was het kapitein Davaine die de triomferende patriotten leidde tijdens de Vier Dagen van Gent.
Na de Oostenrijkse restauratie vluctte Devaux naar het Parijs van de Franse revolutionairen. Hij nam dienst in het leger en werd in 1792 luitenant-kolonel van het 17e infanterieregiment. Op 26 oktober werd hij adjudant-Général des armées républicaines en daarmee rechterhand van generaal Dumouriez, bevelhebber van het Armée du Nord. Hij nam deel aan het Beleg van Breda en op 18 maart 1793 aan de Slag bij Neerwinden, een beslissende nederlaag die Dumouriez' teleurstelling in de Nationale Conventie en haar commissarissen tot een hoogtepunt lijkt te hebben gevoerd. Ze hadden hem verhinderd zijn hooggestemde beloften voor het Franse bewind waar te maken. Net als zijn overste probeerde Devaux daarop met zijn manschappen over te lopen naar het Oostenrijkse leger. Dumouriez bevorderde hem op 3 april 1793 tot brigadegeneraal en maréchal de camp met de opdracht om de Miaczynskidivisie van Rijsel naar Douai te voeren. De volgende dag werd hij in Rijsel van zijn bed gelicht door zijn vriend Étienne MacDonald. Voor het Revolutionair tribunaal in Parijs getuigden Miaczynski en generaal Lavalette tegen hem. Op 25 mei aanhoorde Devaux zijn doodvonnis wegens hoogverraad. Na de rechtbank te hebben verzekerd dat hij een vergissing maakte, kwam hij de volgende dag op de Place de la Révolution met grote koelbloedigheid onder de guillotine.

## Publicatie
- "Un épisode de la prise de Gand par les patriotes. Mémoire justificatif par le major Philippe de Vaux", in: Messager des Sciences Historiques ou Archives des Arts et de la Bibliographie de Belgique, Gent, 1892

## Voetnoten
1. ↑  Gérard, Pierre Auguste Florent (1845). Ferdinand Rapédius de Berg, conseiller au conseil privé de Sa Majesté Impériale et Royale Apostolique: mémoires et documents pour servir à l'histoire de la Révolution brabançonne, Volume 2. Imprimerie de Demanet, Brussel, p. 392. Geraadpleegd op 14 november 2019.